# Пятый ребёнок
«Пятый ребёнок» (англ. The Fifth Child) — роман английской писательницы, лауреата Нобелевской премии по литературе 2007 года Дорис Лессинг о воспитании сложного ребёнка, опубликованный в 1988 году. Роман считается одним из важнейших произведений в позднем творчестве писательницы. В 2000 году было опубликовано продолжение романа под названием «Бен среди людей».
Действие «Пятого ребёнка» — 35-й книги автора — происходит в английском пригороде в 1960—1980-х годах. Счастливая семейная пара воспитывает четырёх детей. После неожиданной пятой беременности, очень сложной и болезненной, рождается пятый ребёнок, Бен, который оказывается монстром в практически человеческом теле. Роман рассматривает противоречия, насилие в домашних и семейных взаимоотношениях, в браке, беременности и материнстве.

## История создания
По словам Лессинг, ей нравились истории о маленьких людях, гномах и гоблинах, мифы о подмене детей феями. Затем она прочитала эссе антрополога с размышлениями о возврате генов через века. Сама история начала появляться, когда несколько лет спустя автор прочитала письмо женщины о жестоком ребёнке, который с рождения терроризирует семью.

## Содержание
«Пятый ребёнок» описывает семейную жизнь Гарриет и Дэвида Ловаттов во время поздних 1960-х, 1970-х и в 1980-х годах. В начале произведения Гарриет и Дэвид кажутся идеальной парой, которой предназначено быть вместе. Несмотря на то, что их родители, оплачивающие счета молодой семьи, беспокоятся за их будущее и считают, что они слишком спешат, молодые Ловатты твёрдо хотят иметь большую семью — более шести детей. Лессинг описывает первые годы семьи на нескольких страницах: пара с каждым удачно прожитым месяцем становится более самоуверенной, они убеждены, что все хотят такую семью, как у них, и воспринимают как данное финансовую помощь отца Дэвида и помощь по дому матери Гарриет. До рождения пятого ребёнка они живут в идиллии — их дети здоровые и хорошие, родственники вдохновлены их примером и проводят в их доме праздники, хотя Ловаттам и тяжело справляться с домом и детьми. Со временем экономическая ситуация в семье ухудшается, Дэвид едва может оставаться на работе. Прежде безопасный район начинает привлекать преступные группировки. Каролин Кизер сравнивает такое окружение с тем, что предсказывал Оруэлл в романе «1984», за 40 лет до публикации «Пятого ребёнка»: «настоящий мир внутри мира — мир воров, бандитов, проституток, торговцев наркотиками».

В семье Ловаттов пятеро детей: Люк, Хелен, Джейн, Пол и Бен. Ещё во время беременности Беном становится ясно, что это необычный ребёнок. 
«Новорожденный не был прелестным младенцем. Он вообще не был похож на младенца. Тяжёлые плечи, вид сутулый, будто он лежал сгорбившись. Лоб заваливался от глаз к макушке. Волосы росли странным узором: спускаясь низко на лоб клином или треугольником, густая желтоватая щетина торчала вперёд, а по бокам и на затылке — вниз. Руки толстые и тяжёлые, с буграми мышц на ладонях».
 После рождения он быстро растёт, кажется очень жестоким, сильным и неуправляемым. Его влияние на семью вызывает охлаждение отношений: раньше дом Ловаттов был местом счастья и радости, после его рождения он начинает тяготить гостей. В раннем возрасте было решено отправить Бена в специальное учреждение, однако, когда Гарриет узнаёт, как с ним обращаются, она забирает его обратно. После того как Бен возвращается, семья медленно распадается. Гарриет уделяет всё своё время Бену и мало следит за остальными детьми. Дэвид тяжело работает и часто не бывает дома. Пол растёт обиженным и очень чувствительным ребёнком без присмотра матери. Старшие дети разъезжаются по школам.
Бен идёт в школу, но ничему там не обучается. Сначала он проводит много времени со старшей компанией, которой Гарриет и Дэвид платят за присмотр за ним. Став старше, он заводит свою банду, которая, как догадывается Гарриет, занимается грабежами. Под влиянием этой компании дом, который раньше был олицетворением Англии, становится примером постколониального, постмодернистского, транснационального пристанища для преступников, потребляющих быструю еду и смотрящих телевизор. В конце романа Бену 15 лет и он большую часть времени проводит вне дома; его мать ожидает, когда он уйдёт совсем.

## Анализ произведения
Лессинг в описании своего произведения говорила: «Это страшная история. На самом деле я писала роман дважды. Первый раз, когда я написала его, я поняла, что была нечестна с собой и была слишком мягкой — это не то, что случилось бы, если такое чуждое существо пришло в наше общество. Так что я выбросила первый черновик и, так как сейчас роман намного неприятней, я думаю, он более правдоподобный, особенно в описании взаимоотношений между детьми». Майкл Пи отзывается о романе как о невероятно тревожной истории. В центре истории семья под постоянным угрожающим надзором пришельца. По его мнению, родители видят здесь метафору на неуправляемых незнакомцев, которых они воспитывают. Подростки сравнивают себя с Беном, так как он представляет все их особенности вместе — их неуклюжесть и одиночество.

### Семья
Лессинг говорит о семье Ловаттов: 
«Я создала достаточно привлекательную семью в романе и было больно уничтожать её. Домашняя жизнь, которая была у Ловаттов до рождения Бена, является фантазией многих людей. Я думаю, определённо тяжело добиться такой жизни в наше время и определённо непросто её поддерживать»
 В «Пятом ребёнке», как и в другой книге Лессинг «Добрый террорист» (1985 год), рассматривается кризис в британской культуре во время управления страной Маргарет Тэтчер. Дом в «Пятом ребёнке» — это дом настоящей английской семьи, который является также местом борьбы и соглашений. Пара воспринимает свою семью как оплот борьбы с моральным упадком общества: их понятие о семье сильно сближается с концепцией Тэтчер о семье как центре морального возрождения. Семья, которая противостоит окружению, сталкивается с существом, происходящим практически из истории о Франкенштейне.
Особенности Бена упрямо игнорируются властями и учителями, однако очевидны в семье, которая не хочет воспринимать его иначе чем как демона. Перед Гарриет возникает моральная дилемма — она не может ни любить сына, ни покинуть его. В отзывах критиков существуют разные мнения о персонаже Гарриет. Некоторые представляют её положительно, как героиню романа XIX века, так называемого «ангела в доме», которая, себе на беду, даёт жизнь существу из прошлого. Существуют, однако, и отрицательные мнения о ней, как о безумной женщине, которая в своём стремлении к идеальной семье истощает себя физически и морально и отравляет семейные взаимоотношения.

### Бен
Рождение такого ребёнка как Бен семья воспринимает как ужасное наказание за свою самоуверенность. Он практически монстр, его особенности заключаются в случайных актах агрессии, странном виде, неспособности к общению, быстром росте. Он повреждает руку своего брата Пола, остальные дети чувствуют угрозу, исходящую от Бена. Он также убивает домашних животных. В романе приводится несколько теорий: Бен — случайная генетическая ошибка, возвращение к неандертальцам, или тролль, гоблин, или неземной ребёнок. Иногда он сравнивается с существом Франкенштейна. В семье Ловаттов Бен представляет собой «другого», угрожающего семье, который не может освоить цивилизованную жизнь. Лессинг считает, что читатель не может воспринимать Бена как зло, так как его качества скорее говорят, что он находится в чуждом ему окружении и не может адаптироваться из-за того, что он другое существо. Однако несмотря на это, он может сблизиться с местными хулиганами и чувствует себя среди них нормально.